# Língua pareci
Pareci (também chamado Haliti-Pareci ou Pareci-Haliti pelos próprios falantes) é uma língua aruaque do Brasil. Existem aproximadamente 2000 parecis e cerca de  90% falam a língua. Os Pareci vivem no estado de Mato Grosso, mais especificamente em nove territórios indígenas: Rio Formoso, Utiariti, Estação Parecis, Estivadinho, Pareci, Juininha, Figueira, Ponte de Pedra e Uirapuru. Em termos de ameaça de extinção, não está em perigo imediato. É usada em muitos domínios do cotidiano, mas há uma falta de transmissão para as gerações mais jovens, bem como uma mudança evidente de idioma para o Português. Isso é resultado do uso do português na educação e na saúde, bem como na integração da cultura brasileira entre o povo Pareci, criando mudanças em suas práticas linguísticas e culturais..

## História
As pessoas que falavam pareci foram profundamente afetadas pelo contato com os colonizadores portugueses, que encontraram pela primeira vez em 1718. Por mais de 100 anos, foram escravizados como mineiros no Mato Grosso. Como os falantes do Pareci moravam em áreas densas de seringueiras, muitos foram expulsos de suas casas ou levados como guias por colinizadoresno final do século XIX; essa exploração e agressão os levaria quase à extinção no século XX. Vários missionários católicos da congregação Anchieta forçaram as crianças Pareci a entrar nos internatos, onde foram feitas tentativas para suprimir sua língua, e também assumiram o controle de toda a área de Utiariti pelo povo Waimaré. 
Toda essa interrupção levou à perda de vários subgrupos da Parecis devido à extinção ou assimilação em outros grupos, bem como a uma mudança na maioria dos grupos para falar o português do Brasil em vez de o Pareci. Alguns grupos, no entanto, ainda alguns estão se esforçando para manter as práticas culturais tradicionais da Pareci, bem como o idioma, como os Kozarenes, que produz cerveja e pão tradicionais, usa cocares e saias da Pareci. 

### Classificação
Pareci pertence à família de idiomas Aruaque, uma das maiores e mais difundidas famílias de idiomas da América do Sul. Payne (1991) usou a retenção lexical para determinar a classificação da língua e colocou Pareci no ramo Central. Aikhenvald (1999) e Ramirez (2001) agrupam Pareci na filial Pareci-Xingu. 

## Documentação
Houve alguma documentação para o Pareci. Uma gramática de esboço serviu como uma descrição preliminar do discurso, cláusulas e estrutura das palavras (Rowan e Burgess, 1969). Um dicionário preliminar foi compilado com base na variedade falada na área de Utiariti (Rowan 1978). Também foi realizado um trabalho de fonologia (Rowan 1961, 1963, 1964a, 1964b, 1967, 1972, 1977), mais especificamente com a fonética e a fonologia do dialeto Waimaré (Drude 1995) e uma descrição fonológica das principais variantes do Pareci usando a geometria das feições (Silva 2009). Brandão escreveu uma descrição de morfologia verbal que lida com classes de verbos, tempo, aspecto e modo (Brandão 2010). Uma descrição morfossintática abordando morfemas funcionais com relação à negação, aspecto e modo também foi escrita (Silva 2013). Existem outros materiais pedagógicos disponíveis (Pareci & Januário 2011), além de teses de estudantes escritas por palestrantes de graduação em Pareci da Universidade Estadual de Mato Grosso.
O Museu do Índio tem um projeto de linguagem em andamento para o Pareci, coordenado por Glauber Romling. O objetivo do projeto é envolver a comunidade indígena, oferecendo treinamento básico em arquivamento e linguística para analisar dados de fala na forma de contos míticos e entrevistas sociolinguísticas.

## Morfologia
Pareci é uma linguagem polissintética, cujos limites de morfema são bem definidos e fáceis de analisar. Os afixos são muito produtivos no idioma, com prefixos sendo anexados principalmente a verbos e a alguns substantivos para formar predicados estáticos. Existem diferentes conjuntos de sufixos para substantivos e verbos; sufixos nominais codificam posse e plurais, e sufixos verbais codificam aspecto, valência]] mudanças e número. Os clíticos pessoais e orais são bastante numerosos, com os clíticos pessoais marcando a posse e o sujeito, e os apêndices orais assinalando futuro, passado ou irrealis.  Adnominais ( aparecendo antes dos substantivos) e os demonstrativos adverbiais também são extensos, com uma divisão em quatro direções nos demonstrativos adnominais: proximal, medial, distancial e não visual, além de uma distinção em número.

### Pronomes pessoais
| Pessoa | Singular   | Plural           |
| ------ | ---------- | ---------------- |
| 1ª     | natyo      | witso            |
| 2ª     | hitso      | xitso            |
| 3ª     | hatyo, eze | hatyonae, ezenae |

Os pronomes da terceira pessoa são idênticos aos demonstrativos proximal e medial (eze e hatyo). Existe pouca distinção sintática entre os dois, exceto pelo fato de que o hatyo pode ser cliticizado para / ha- / refletir uma terceira pessoa do singular do reflexo; caso contrário, os pronomes pessoais da terceira pessoa são idênticos aos demonstrativos. 

### Clíticos pronominais
| Pessoa | Grupo A  | Grupo A              | Grupoet B     | Grupoet B     |
| Pessoa | Singular | Plural               | Singular      | Plural        |
| ------ | -------- | -------------------- | ------------- | ------------- |
| 1ª     | na-      | za-                  | no-           | wi-           |
| 2ª     | ha-      | wa-                  | hi-           | xi-           |
| 3ª     | ∅-       | (V) -ha (N) -ha/-nae | (V) ∅- (N) e- | (V) ∅- (N) e- |

Os clíticos pronominais refletem a concordância dos sujeitos nos verbos, com a marcação do grupo A nos termos dos verbos agentes e a marcação do grupo B nos termos dos verbos não-agentes e a posse dos substantivos. O sufixo / -nae / é um plural genérico usado com a terceira pessoa do plural, com / -ha / sendo específico. Como esses clíticos são obrigatórios, o Pareci é uma linguagem forte e os pronomes do sujeito são opcionais.

### Mudança de Valência
Pareci tem três formas de valência decrescentes morfologicamente para os verbos: o inativo inceptivo / -oa /, o reflexivo / -wi / e o recíproco / -kakoa /. O sufixo / -oa / é usado para expressar a voz medial para alguns transitivos, o reflexo para vários verbos de mudar a posição do corpo ou cuidar de si, e a voz passiva por vários verbos de dano ou prejuízo.
O sufixo / -wi / é um reflexo muito mais direto e é usado exclusivamente com verbos que normalmente teriam dois argumentos muito distintos, diferentemente daqueles tornados reflexivos por / -oa /. O recíproco / -kakoa / pode ser usado com morfologia plural duplicada para indicar vários pares recíprocos, e também pode ser anexado a um substantivo além de um verbo para indicar os participantes recíprocos, tornando-o um “recíproco descontínuo”.
A valência é aumentada anexando o prefixo causativo / a- /, ou o sufixo causal / -ki /, ou ambos. As causas também podem ser formadas perifericamente com o verbo / moka /.

### Modalidade verbal
A modalidade Pareci e a expressão da realidade verbal estão entrelaçadas com a evidencialidade dos referidos verbos. Pareci tem três modalidades contra-fatuais: a frustrante(uma ação que infelizmente não foi alcançada ou não foi como o esperado), a dubitativa (uma ação pode ou não ser verdadeira) e o desiderativo (a ação é desejada por quem falar). Desses três, os dois primeiros distinguem evidência e certeza.
O marcador frustrante / zaore ~ zakore / é usado para indicar que uma ação não foi ou não pode ser alcançada ou finalizada, e é anterior à cláusula que expressa a referida ação ou atua como uma partícula e indica um resultado indesejável.
O outro marcador / motya / frustrante indica que o verbo contradiz as suposições ou expectativas tiradas de evidências visuais. Se alguém visse que o céu estava nublado e que esperava que chovesse, mas não o fez, eles diriam o seguinte:
Os dois marcadores dubitativos, / zamani / e / kala / são diferentes em níveis de certeza, os formadores marcam algo do qual o falante é bastante incerto, enquanto o último indica um grau de certeza não absoluto, mas alto, que o falante pode ter até testemunhou o evento pessoalmente.
Finalmente, existe o marcador desiderativo / katsani / indicando um desejo em primeira pessoa.

## Sintaxe
Pareci é uma língua nominativo-acusativa, na qual os sujeitos dos verbos transitivos e intransitivos são marcados de forma idêntica, e o objeto de um transitivo de maneira diferente. Pareci não marca abertamente maiúsculas e minúsculas, mas indica sujeitos e objetos principalmente por ordem de palavra: sentenças em que o objeto não é um pronome geralmente são ordenadas Verbo-objeto-objeto, e sentenças com um objeto pronominal são normalmente ordenadas Sujeito-Verbo-Objeto.
Como a pessoa e o número de sujeitos estão sempre marcados com prefixos verbais, os sujeitos que já referidos são geralmente omitidos. Se o objeto for estabelecido e em terceira pessoa, ele também geralmente será descartado em favor do sufixo  -ene , para que as sentenças sejam frequentemente OV, SV ou simplesmente V.
No entanto, como o Pareci é uma linguagem muito focada em tópicos, as informações mais relevantes, seja esse objeto ou assunto, tendem a ser colocadas em primeiro lugar em uma frase, tornando OSV uma ordem de palavras muito comum em Pareci, levando a alguma ambiguidade se os argumentos forem não de pessoas ou números diferentes.
Esses casos podem ser desambiguados com o marcador de tópico  atyo , que marca um novo assunto de conversa, ou o marcador de foco  ala , que geralmente marca um objeto que foi movido para a primeira posição. Entretanto, eles são opcionais; portanto, no sujeito e no objeto devem ser discernidos ocasionalmente pelo contexto. 

As frases pareci também ocasionalmente têm ordem de palavras OVS.

## Semântica

### Numerais
Os quatro primeiros números em Pareci são itens lexicais (listados abaixo), e qualquer coisa acima de 4 é contada usando a base 5, usando partes do corpo (ou seja: dedos, dedos dos pés, mãos, pés) (Brandão, 2014).
| Numeral | Pareci    |
| ------- | --------- |
| 1       | hatita    |
| 2       | hinama    |
| 3       | hanama    |
| 4       | zalakakoa |

### Quanticadores
O Pareci possui os seguintes quantificadores:  tyotya  'todos',  kahare  'muitos, muito',  inira  'poucos' e  taita   apenas . Os três primeiros podem aparecer independentemente como pronomes, e todos os quatro modificam substantivos.  Tyotya ,  kahare  e  inira  podem aparecer antes e depois dos substantivos, enquanto  inira  pode aparecer apenas antes dos substantivos. Diferentemente das demonstrativas, esses quantificadores também podem ter clíticos pessoais e marcadores de aspecto, que normalmente são encontrados apenas em verbos (Brandão, 2014).
 Kahare   muitos  pode levar tanto substantivos contáveis quanto substantivos incontáveis. Os exemplos (24) e (25) mostram  kahare  tomando cl´ticos e marcadores de aspecto, respectivamente.

## Fonologia

### Consoantes
Há 17 sons consoantes em Pareci, com três fonemas marginais que só aparecem em contextos muito restritos. Esses fonemas marginais são analisados como sendo seus próprios fonemas, porque, diferentemente de outras consoantes palatalizadas no idioma, esses fonemas podem aparecer no início de palavras antes de /a/, o que não acionaria a palatalização.
|                     | Bilabial | Labio-Dental | Dental | Alveolar | Palato-Alveolar | Palatal | Velar | Glotal |
| ------------------- | -------- | ------------ | ------ | -------- | --------------- | ------- | ----- | ------ |
| Plosiva             | b ⟨b⟩    |              |        | t ⟨t⟩    | tʲ ⟨ty⟩         |         | k ⟨k⟩ |        |
| Nasal               | m ⟨m⟩    |              |        | n ⟨n⟩    |                 |         |       |        |
| Vibrante            |          |              |        | ɾ ⟨r⟩    |                 |         |       |        |
| Lateral Aproximante |          |              |        | l ⟨l⟩    | (lʲ) ⟨ly⟩       |         |       |        |
| Fricativa           |          | f ⟨f⟩        | θ ⟨z⟩  |          | (ʃ) ⟨x⟩         |         |       | h ⟨h⟩  |
| Africada            |          |              |        | t͡s ⟨ts⟩  | (t͡ʃ) ⟨tx⟩       |         |       |        |
| Aproximante         | w ⟨w⟩    |              |        |          |                 | j ⟨y⟩   |       |        |

 Adapted from Brandão (2014).

### Vogais
Existem 6 fonemas de vogais s em Pareci, embora as vogais nasalizadas sejam restritas nos contextos e ocasionalmente sejam alofones enfáticos de seus equivalentes orais. As vogais nasais frontais são as únicas com distribuições complementares às respectivas vogais orais. Pareci exibe uma forma de rinoglotofilia, na qual vogais adjacentes a um início fricativo glotal de uma sílaba final são nasalizadas e exibem  fonação ofegante.
|         | Anterior          | Posterior |
| ------- | ----------------- | --------- |
| Fechada | /i/ ⟨i⟩, /ĩː/ ⟨ĩ⟩ |           |
| Média   | /e/ ⟨e⟩, /ẽː/ ⟨ẽ⟩ | /o/ ⟨o⟩   |
| Aberta  | /a/ ⟨a⟩           | /a/ ⟨a⟩   |

## Amostra de texto
Hétati káotyakihenere xowakiyá wáikohe énokoa tyomá Énore. Tyomá xakoré, máisa hoérakoare ihíye, mákalirota mínita. Exáose isékohaliti Énore nísekohare hákita. Náokanatyam nexá iráta. Wáyehena atyó, hoérakoahena ihíye.
Português
No princípio, Deus criou o céu e a terra. A terra estava sem forma e vazia, e as trevas cobriam as águas profundas. O espírito de Deus pairava sobre a água. Então Deus disse: "Haja luz!" Então havia luz.

## Vocabulário
Vocabulário ariti/pareci (Roquette-Pinto 1975):
| Vocabulário ariti/pareci |                           |
| --- | ------------------------- |
| \| Português \| Ariti \| \| ----------------------------------------------- \| ------------------------- \| \| abano \| kuái \| \| abelha \| uaidê-hokô \| \| adeus \| ari-inánateu (eu francês) \| \| água \| oné \| \| agulha de pau para arrematar o imití \| kaminhín \| \| agulha de pau para tecer o imití \| umatitocê \| \| aldeia \| nauênakarí \| \| alegre \| numázalotá \| \| algodão \| konôhê \| \| algodão do campo \| oluiri \| \| almécega \| zaritaçü \| \| alto \| uaházêzê \| \| amarelo \| uxikerê \| \| amanhã \| makáni \| \| amendoim \| uaiacê \| \| amigo \| nohinauê \| \| ananás bravo \| kon-haló \| \| andar \| ikatümani \| \| angelim do campo \| mahára \| \| anta \| kotuí \| \| anzol \| mairátuati \| \| apagar \| heuaká \| \| arame de pescar \| alametoerê \| \| arara amarela \| tihô-ê \| \| araraúna \| kakirimarê \| \| arara-vermelha \| kolô \| \| aracuã \| malátezôterê \| \| araruta \| zalaui \| \| araticum de árvore \| alohen \| \| arco \| korê-ôkô \| \| arco-íris \| zazorí \| \| areia \| uaikohen \| \| arroz \| alôsso \| \| árvore \| kôlôhõn \| \| assim \| nikarê \| \| aurora \| zotiákití \| \| avó \| abobê \| \| avô \| atiutú \| \| azul \| tiorêrê \| \| baixo \| tiuka-hazêzê \| \| banhar-se \| nakuãn \| \| bastante \| nikaretá (uakatú) \| \| bastante \| kahanzê \| \| bater \| namôkutiá \| \| batida (caminho feito pelo andar) \| narináutirá \| \| beber \| notrá \| \| bebida de milho \| uikazá \| \| bebida fermentada de mandioca \| olonití \| \| beiju grande, assado no borralho \| suçukorê \| \| beiju (Kozárini) \| zômo \| \| bexiga \| nozotenideakún \| \| boca \| nôkánaçü \| \| bom \| uaiê \| \| bom-dia (Kaxinití) \| uzalauáká \| \| bom-dia (Kozárini) \| kamataú \| \| bom-dia (Uaimaré) \| uerauka \| \| bonito (muito) \| uaiê-halocê \| \| bonito \| uaiê-harê \| \| borá (abelha) \| alatáguiri \| \| borrachudo \| xiualô \| \| bracelete feito com a carapaça do tatu \| iuêtonikôn \| \| bracelete feito com a cauda do tatu \| uatiçá \| \| braço \| nôkanô \| \| branco \| iomêrê \| \| bravo (zangado) \| alíxini \| \| bugio \| alomê \| \| cabaça \| matukú \| \| cabeça (chocalho, brinquedo de criança) \| ualaçü \| \| cabaça grande \| matokô \| \| cabaça pequena \| matokocê \| \| cabeça \| nôçueri \| \| cabelo-de-negro (árvore) \| mitôcê \| \| cabelo \| nôçui \| \| caboclo (árvore) \| alatén \| \| caçador do campo \| akiáakaitarê \| \| caçador do mato \| zaníkonikarê \| \| caçar no campo (Kozárini) \| kuatiá \| \| caçar no mato (Kozárini) \| kakôniçá \| \| cacete (Uaimaré antigo) \| tíhalô \| \| cacete (Uaimaré moderno) \| tiohun \| \| cágado \| uazúliatiá \| \| caitetu \| auarüçü \| \| caju (Kozárini) \| zuvitiá \| \| caju (Uaimaré) \| zuitiá \| \| calças \| okütitiní \| \| calor \| uáitiá \| \| cambará amarelo \| zotonoteu (eu francês) \| \| caminho \| autí \| \| camisa \| aritititiní \| \| campo \| maceu (eu francês) \| \| cansado \| kakaiharê \| \| cantar \| kaiuiná \| \| capela \| iamaká \| \| capitão-do-campo (árvore) \| takorê \| \| cará \| haká \| \| carvão-vermelho (árvore) \| zahïn-olarê \| \| carrapato \| koêré \| \| carretel \| konohí-inaçá \| \| casa \| atí \| \| cérebro \| nokaihi \| \| cesta de carga \| kôhôn \| \| cesta de carga \| kôhõn-kichí \| \| cesta para dança \| hôôzi \| \| céu \| enokôá \| \| chapéu \| xapepá \| \| charravascal \| uatiácezalo \| \| chefe espiritual \| uti-arití \| \| chefe temporal \| arití-amúri \| \| chegar \| kaukê-ená \| \| chegar \| nôkauki \| \| cheiroso \| airázôrô \| \| chocalho feito de pequi, para o tornozelo \| zôzá \| \| chover \| onêhená \| \| chumbo \| kuruçü \| \| chuva \| oné \| \| chuva grande \| xevorezá \| \| cinta de algodão \| kônôkoá \| \| cinta de contas (Kozárini) \| kavalavití \| \| cipó-imbé \| matekê \| \| clava de guerra \| tiavô \| \| coatá \| uakánorê \| \| cobra \| oi \| \| cocho para chicha \| kutiúnaçü \| \| colar de contas (Kozárini) \| ená-tatí \| \| comer \| naniçá \| \| cometa \| zoraçü-xahion \| \| conta (miçanga) \| netatí \| \| conserva de mandioca \| kêtêhê \| \| coração (dele) \| maihácití \| \| coração (meu) \| nômáihací \| \| coração-de-negro (árvore) \| fakirí \| \| corda \| makáno \| \| correr \| natê-ená ou hatê-êna \| \| cortar pau \| irikutiá-átia \| \| cozinheiro \| tiômitarê \| \| couro \| míri \| \| criança \| zuimã \| \| criança de peito \| enámôkôcê H.[homem] \| \| criança de peito \| uirômôkôcê M.[mulher] \| \| cunhada (Kozárini) \| nonãn \| \| cunhado (Kozárini) \| nohãn \| \| cunhado (Uaimaré) \| notiáunerô \| \| cuia \| ichiçá \| \| cupim \| munurí \| \| curicaca \| kotála \| \| cutia \| kekêrê \| \| dar \| içônê \| \| dedo \| nôkahin-hin \| \| defluxo \| ximuzuatí \| \| deitar \| neukutuá \| \| deixar \| içaunitá \| \| dente \| naikurí \| \| doce \| aritíuiêrê \| \| doença \| aicitonê \| \| doença (trauma) \| kauêakití \| \| dor de dentes \| aikulitíkahen \| \| dormir \| içámaká \| \| dorso da mão \| nôcitari \| \| dourado (peixe) \| ualákorê \| \| eis aí \| akó \| \| ele \| italá \| \| eles \| içôká \| \| ema \| aô \| \| entrar \| içuaná \| \| escudo de folhas para caçar \| zaiakúti \| \| esperar \| auxíra \| \| espingarda \| korenaçü \| \| estômago \| axití \| \| eu \| natü (nô) \| \| faca \| küçú \| \| facão \| kúçú kalorê \| \| faixa de carregar criança \| zamáta \| \| falar \| niaurí \| \| farinha (Kaxinití) \| tiolohen \| \| farinha (Kozárini) \| toloivê \| \| fazer rumo \| irikutiahãn \| \| feiriceiro \| itihánarê \| \| feijão-de-vara \| kumatáirú \| \| feijão-pampa \| kumatá \| \| feijão-preto \| kumatá-kierê \| \| feijão-vermelho \| kumatá-zoterê \| \| festa grande \| kaulônená \| \| filho \| nitianí \| \| flauta nasal \| tsín-halí \| \| flecha de ponta larga de taquara \| uaihalá \| \| flecha em geral \| korê \| \| flecha para anta (Uaimaré) \| korekakoanihakákotuí \| \| flecha para ave (Uaimaré) \| korekakoanihaká \| \| flecha para aves (Kozárini) \| kôrêkakoánihakiní \| \| flor (Kozárini) \| ivití \| \| flor (Uaimaré) \| hihivê \| \| fogo \| irikatí \| \| foice \| katáikorê \| \| folha \| tianá \| \| fome \| kairí \| \| forte (valente) \| ikinátereu (eu francês) \| \| frio \| tihalôhuihiê \| \| fronte \| notiaurí \| \| fruta-de-veado (árvore) \| kumã \| \| fubá \| kozeto-hên \| \| fumaça \| cimêrê \| \| fumo \| adjíe \| \| fuso \| tiirú \| \| gafanhoto \| eritiahan \| \| gafanhoto grande \| kachiçalá \| \| galinha \| takuirá \| \| galo \| takuirá-enarê \| \| gelo (granizo) \| iezô \| \| gente \| tuitá \| \| gostoso \| airazú \| \| grande \| kalorê \| \| gravatá \| zauinê \| \| guapeva \| manakatá \| \| guariroba-do-campo \| uakurí \| \| guerreiro \| uahaarü \| \| hoje \| uerauká \| \| homem \| ená \| \| indaiá do campo \| karêke \| \| inhambu \| maui-iussú \| \| ir \| iantá \| \| irmão \| nudzimariní \| \| jabuticaba do cerrado \| xuaxi \| \| jacarandatã \| anolê \| \| jacucaca \| malate \| \| jacutinga \| kozuí \| \| jaguatirica \| xenícê \| \| jandaia \| kuíri \| \| jaó \| makukauá \| \| jatobá do cerrado \| uatá \| \| jatobá do mato \| ozarí \| \| jogo da bola \| mataná-arití \| \| katipé (árvore) \| uhiça \| \| lábio \| nôkerêu \| \| lagarto \| zohôn \| \| lagartixa \| kozohín \| \| laranjeira do chapadão \| oluimá \| \| lenha \| uiçatí \| \| levantar \| ainakuá \| \| levar \| akolatiá \| \| liga humeral \| kaláuatí \| \| liga tibial de algodão (Kozárini) \| itaiti ou tahití \| \| liga tibial do algodão (Kozárini) \| katiulatí \| \| liga tibial de algodão (Uaimaré) \| katiuolahin \| \| liga tíbio-társica de algodão \| kinorekuatí \| \| liga tíbio-társica com guizos de pequi \| zuzá \| \| língua \| nôniniçô \| \| língua (idioma) \| niráuiní \| \| linha branca \| konohí-iomerê \| \| linha de pescar \| nômarihí \| \| linha preta \| konohí-kierê \| \| linha vermelha \| konohí-izôterê \| \| lixinha (árvore) \| kaitáruçü \| \| lobo \| aozá \| \| lobinho \| uazalô \| \| longe \| cêcô \| \| lua \| kaiê \| \| luz \| irikietá \| \| macaco \| haoteu (eu francês) \| \| machado \| tauá \| \| machado de pedra \| ceharitauá \| \| macuco \| mauíe \| \| madeira \| a'tio \| \| mãe \| mamá ou amá \| \| mão \| nôkahin \| \| mandioca-amarela \| tutiokauê \| \| mandioca-brava \| ketê \| \| mangaba \| katitulá \| \| mangabeira brava \| atiúalanô \| \| marmelada do chapadão \| tahuliú \| \| mata-pasto \| alalá \| \| matar \| nihaká \| \| mato \| kôlôhôn \| \| medo \| tahiraã \| \| meio-dia \| tatáikúa \| \| mel \| mahan \| \| mentira \| amancerá-itá \| \| milho \| kozêtoiomêrê \| \| milho (Kaxinití) \| kôzôtô \| \| milho (Uaimaré) \| kozêto \| \| mingau de mandioca \| katazeurê (eu francês) \| \| mingau de milho \| kamulazá \| \| moça \| zuimáhalutí \| \| morro \| zaúna \| \| mosquito \| aniuti \| \| muito \| akaé \| \| muito (grande) \| kalôrê \| \| mulata ou garapa \| kalumáinarê \| \| mulher (Kaxinití) \| uirô \| \| mulher (Uaimaré) \| zurirô \| \| mutum \| auixí \| \| nadar \| namazakuá-oné \| \| não \| maiçá \| \| nariz \| nôkuí \| \| neto \| nuxuiêtê \| \| noite \| makiá \| \| nora \| nozái \| \| nos \| uháinamá \| \| nós \| natütamákêrê \| \| nuvem \| kaiminití \| \| olho \| nôzôçü \| \| olho de boi \| onoê \| \| onça-parda \| xenikazierêre \| \| onça-pintada \| xení \| \| onça-preta \| xenikierê \| \| orelha \| nôtinihê \| \| ornato de algodão \| konokoá \| \| ornato de penas de gavião para a cabeça \| zaolô \| \| ornato de penas de tucano para a cabeça \| kamáihinhokô \| \| ouriço \| kôrihon \| \| pacu pintado \| zútiaharê \| \| padre \| utiarití \| \| pai \| babá ou abá \| \| paineira do chapadão \| arê \| \| palma da mão \| nokahim \| \| paneiro \| tôhêrí \| \| pântano \| okozakuá \| \| pão-de-morcego (árvore) \| mauêkorê \| \| pão-doce (árvore) \| uialô \| \| papagaio \| aôlô \| \| paratudo (árvore) \| tonokauê \| \| pato \| oairô \| \| pau-de-breu \| koremá \| \| pau-de-bugre \| tonoetô \| \| pau-seco \| inirá \| \| pau-terra \| kotinú \| \| pé \| nokixi \| \| pedra \| ceuhari (eu francês) \| \| pedra canga \| süzári \| \| perdiz \| kodjía \| \| peito \| nôtikolá \| \| peixe \| kuhaçú \| \| peneira \| atoá \| \| pena para o nariz \| kilia-kôciti \| \| pente \| alatá \| \| pequeno \| iniê \| \| pequi \| kani \| \| perna \| nohozü \| \| perto \| naritá \| \| pescoço \| nohiuô \| \| piaba \| ualakú \| \| pimenta-de-macaco \| kolôlôtiamarê \| \| pingente de contas para as orelhas (Kozárini) \| tinivê-akolatí \| \| pinguela \| ihatianêzê \| \| pium \| tiunúre \| \| poeira \| kïï-itï \| \| polvilho (Kozárini) \| kenaikí \| \| pólvora \| korenê \| \| pomba \| uatiazá \| \| poncho \| kiarirô \| \| pôr-do-sol \| kamaikuá \| \| porco-do-mato \| ozeu (eu francês) \| \| pouco \| inirá \| \| preguiçoso \| imazaratí \| \| preto \| kierê ou kiakáka \| \| puxar \| noholôkônê \| \| que \| suare? \| \| queixo \| nôkôlô \| \| quina \| ahonlê \| \| raio \| enoarê \| \| rapaz \| zuiman-arití \| \| receber \| otoká (?) \| \| rede \| maká \| \| remédio \| uairiati \| \| retrato \| tihun-iukakalá \| \| roça \| maceune (eu francês) \| \| ruim \| maiçá-uaiázü \| \| sábio \| uitámakêre \| \| saiote de algodão \| imití \| \| sair \| aikuatá \| \| saracura-do-chapadão \| maxálalagá \| \| sariema \| koláta \| \| seputá do cerrado \| zamôriná \| \| ser supremo \| enorê \| \| seringueira \| uariçá \| \| sim (assentimento) \| hahan \| \| sogra \| nakêrô \| \| sogro \| kôkô \| \| sol \| kamái \| \| sono \| nemakí \| \| subir (às árvores) \| kakuáhan \| \| sucupira-branca, faveira \| uazánakahin \| \| sucupira-preta \| azutü \| \| suspensórios de algodão para os órgãos genitais \| sáiuesarati \| \| tamanduá-bandeira \| tigorê \| \| tamanduá-mirim \| noríth (th inglês) \| \| tambe \| tarahãn \| \| tanajura \| kotahôn-on \| \| tapera \| itiá-menocê \| \| taquarinha \| korétá \| \| tarumarana \| ariuá \| \| tatu-canastra \| malulá \| \| tatu-cascudo (peludo) \| makuriçá \| \| terra \| uaikôen \| \| tia \| ekokê \| \| tio \| kôkô \| \| tocandira \| nânâ \| \| tosse \| tonokoatí \| \| tripa \| aití-hin \| \| triste \| uáiiní \| \| trovão \| onotálôlôtá \| \| urubu \| olohôn \| \| urucu \| ahitê \| \| vamos \| uailá ou ouaiá \| \| vão eles \| uaiadeu (eu francês) \| \| veado-catingueiro \| zotiáre \| \| veado-do-campo \| zotiáre-kuakêrê \| \| veado-mateiro \| oiê \| \| velho \| ihôzarê \| \| veneno \| zamarí \| \| verdade \| alágini \| \| verde \| tianá \| \| vermelho \| zotêrê \| \| vinhático \| dahiolarê \| \| vir \| teuoná (?) \| \| você \| içô \| \| vomitar \| xiriakariceu (eu francês) \| \| vou eu \| nozánita \| |                           |
| Português | Ariti                     |
| abano | kuái                      |
| abelha | uaidê-hokô                |
| adeus | ari-inánateu (eu francês) |
| água | oné                       |
| agulha de pau para arrematar o imití | kaminhín                  |
| agulha de pau para tecer o imití | umatitocê                 |
| aldeia | nauênakarí                |
| alegre | numázalotá                |
| algodão | konôhê                    |
| algodão do campo | oluiri                    |
| almécega | zaritaçü                  |
| alto | uaházêzê                  |
| amarelo | uxikerê                   |
| amanhã | makáni                    |
| amendoim | uaiacê                    |
| amigo | nohinauê                  |
| ananás bravo | kon-haló                  |
| andar | ikatümani                 |
| angelim do campo | mahára                    |
| anta | kotuí                     |
| anzol | mairátuati                |
| apagar | heuaká                    |
| arame de pescar | alametoerê                |
| arara amarela | tihô-ê                    |
| araraúna | kakirimarê                |
| arara-vermelha | kolô                      |
| aracuã | malátezôterê              |
| araruta | zalaui                    |
| araticum de árvore | alohen                    |
| arco | korê-ôkô                  |
| arco-íris | zazorí                    |
| areia | uaikohen                  |
| arroz | alôsso                    |
| árvore | kôlôhõn                   |
| assim | nikarê                    |
| aurora | zotiákití                 |
| avó | abobê                     |
| avô | atiutú                    |
| azul | tiorêrê                   |
| baixo | tiuka-hazêzê              |
| banhar-se | nakuãn                    |
| bastante | nikaretá (uakatú)         |
| bastante | kahanzê                   |
| bater | namôkutiá                 |
| batida (caminho feito pelo andar) | narináutirá               |
| beber | notrá                     |
| bebida de milho | uikazá                    |
| bebida fermentada de mandioca | olonití                   |
| beiju grande, assado no borralho | suçukorê                  |
| beiju (Kozárini) | zômo                      |
| bexiga | nozotenideakún            |
| boca | nôkánaçü                  |
| bom | uaiê                      |
| bom-dia (Kaxinití) | uzalauáká                 |
| bom-dia (Kozárini) | kamataú                   |
| bom-dia (Uaimaré) | uerauka                   |
| bonito (muito) | uaiê-halocê               |
| bonito | uaiê-harê                 |
| borá (abelha) | alatáguiri                |
| borrachudo | xiualô                    |
| bracelete feito com a carapaça do tatu | iuêtonikôn                |
| bracelete feito com a cauda do tatu | uatiçá                    |
| braço | nôkanô                    |
| branco | iomêrê                    |
| bravo (zangado) | alíxini                   |
| bugio | alomê                     |
| cabaça | matukú                    |
| cabeça (chocalho, brinquedo de criança) | ualaçü                    |
| cabaça grande | matokô                    |
| cabaça pequena | matokocê                  |
| cabeça | nôçueri                   |
| cabelo-de-negro (árvore) | mitôcê                    |
| cabelo | nôçui                     |
| caboclo (árvore) | alatén                    |
| caçador do campo | akiáakaitarê              |
| caçador do mato | zaníkonikarê              |
| caçar no campo (Kozárini) | kuatiá                    |
| caçar no mato (Kozárini) | kakôniçá                  |
| cacete (Uaimaré antigo) | tíhalô                    |
| cacete (Uaimaré moderno) | tiohun                    |
| cágado | uazúliatiá                |
| caitetu | auarüçü                   |
| caju (Kozárini) | zuvitiá                   |
| caju (Uaimaré) | zuitiá                    |
| calças | okütitiní                 |
| calor | uáitiá                    |
| cambará amarelo | zotonoteu (eu francês)    |
| caminho | autí                      |
| camisa | aritititiní               |
| campo | maceu (eu francês)        |
| cansado | kakaiharê                 |
| cantar | kaiuiná                   |
| capela | iamaká                    |
| capitão-do-campo (árvore) | takorê                    |
| cará | haká                      |
| carvão-vermelho (árvore) | zahïn-olarê               |
| carrapato | koêré                     |
| carretel | konohí-inaçá              |
| casa | atí                       |
| cérebro | nokaihi                   |
| cesta de carga | kôhôn                     |
| cesta de carga | kôhõn-kichí               |
| cesta para dança | hôôzi                     |
| céu | enokôá                    |
| chapéu | xapepá                    |
| charravascal | uatiácezalo               |
| chefe espiritual | uti-arití                 |
| chefe temporal | arití-amúri               |
| chegar | kaukê-ená                 |
| chegar | nôkauki                   |
| cheiroso | airázôrô                  |
| chocalho feito de pequi, para o tornozelo | zôzá                      |
| chover | onêhená                   |
| chumbo | kuruçü                    |
| chuva | oné                       |
| chuva grande | xevorezá                  |
| cinta de algodão | kônôkoá                   |
| cinta de contas (Kozárini) | kavalavití                |
| cipó-imbé | matekê                    |
| clava de guerra | tiavô                     |
| coatá | uakánorê                  |
| cobra | oi                        |
| cocho para chicha | kutiúnaçü                 |
| colar de contas (Kozárini) | ená-tatí                  |
| comer | naniçá                    |
| cometa | zoraçü-xahion             |
| conta (miçanga) | netatí                    |
| conserva de mandioca | kêtêhê                    |
| coração (dele) | maihácití                 |
| coração (meu) | nômáihací                 |
| coração-de-negro (árvore) | fakirí                    |
| corda | makáno                    |
| correr | natê-ená ou hatê-êna      |
| cortar pau | irikutiá-átia             |
| cozinheiro | tiômitarê                 |
| couro | míri                      |
| criança | zuimã                     |
| criança de peito | enámôkôcê H.[homem]       |
| criança de peito | uirômôkôcê M.[mulher]     |
| cunhada (Kozárini) | nonãn                     |
| cunhado (Kozárini) | nohãn                     |
| cunhado (Uaimaré) | notiáunerô                |
| cuia | ichiçá                    |
| cupim | munurí                    |
| curicaca | kotála                    |
| cutia | kekêrê                    |
| dar | içônê                     |
| dedo | nôkahin-hin               |
| defluxo | ximuzuatí                 |
| deitar | neukutuá                  |
| deixar | içaunitá                  |
| dente | naikurí                   |
| doce | aritíuiêrê                |
| doença | aicitonê                  |
| doença (trauma) | kauêakití                 |
| dor de dentes | aikulitíkahen             |
| dormir | içámaká                   |
| dorso da mão | nôcitari                  |
| dourado (peixe) | ualákorê                  |
| eis aí | akó                       |
| ele | italá                     |
| eles | içôká                     |
| ema | aô                        |
| entrar | içuaná                    |
| escudo de folhas para caçar | zaiakúti                  |
| esperar | auxíra                    |
| espingarda | korenaçü                  |
| estômago | axití                     |
| eu | natü (nô)                 |
| faca | küçú                      |
| facão | kúçú kalorê               |
| faixa de carregar criança | zamáta                    |
| falar | niaurí                    |
| farinha (Kaxinití) | tiolohen                  |
| farinha (Kozárini) | toloivê                   |
| fazer rumo | irikutiahãn               |
| feiriceiro | itihánarê                 |
| feijão-de-vara | kumatáirú                 |
| feijão-pampa | kumatá                    |
| feijão-preto | kumatá-kierê              |
| feijão-vermelho | kumatá-zoterê             |
| festa grande | kaulônená                 |
| filho | nitianí                   |
| flauta nasal | tsín-halí                 |
| flecha de ponta larga de taquara | uaihalá                   |
| flecha em geral | korê                      |
| flecha para anta (Uaimaré) | korekakoanihakákotuí      |
| flecha para ave (Uaimaré) | korekakoanihaká           |
| flecha para aves (Kozárini) | kôrêkakoánihakiní         |
| flor (Kozárini) | ivití                     |
| flor (Uaimaré) | hihivê                    |
| fogo | irikatí                   |
| foice | katáikorê                 |
| folha | tianá                     |
| fome | kairí                     |
| forte (valente) | ikinátereu (eu francês)   |
| frio | tihalôhuihiê              |
| fronte | notiaurí                  |
| fruta-de-veado (árvore) | kumã                      |
| fubá | kozeto-hên                |
| fumaça | cimêrê                    |
| fumo | adjíe                     |
| fuso | tiirú                     |
| gafanhoto | eritiahan                 |
| gafanhoto grande | kachiçalá                 |
| galinha | takuirá                   |
| galo | takuirá-enarê             |
| gelo (granizo) | iezô                      |
| gente | tuitá                     |
| gostoso | airazú                    |
| grande | kalorê                    |
| gravatá | zauinê                    |
| guapeva | manakatá                  |
| guariroba-do-campo | uakurí                    |
| guerreiro | uahaarü                   |
| hoje | uerauká                   |
| homem | ená                       |
| indaiá do campo | karêke                    |
| inhambu | maui-iussú                |
| ir | iantá                     |
| irmão | nudzimariní               |
| jabuticaba do cerrado | xuaxi                     |
| jacarandatã | anolê                     |
| jacucaca | malate                    |
| jacutinga | kozuí                     |
| jaguatirica | xenícê                    |
| jandaia | kuíri                     |
| jaó | makukauá                  |
| jatobá do cerrado | uatá                      |
| jatobá do mato | ozarí                     |
| jogo da bola | mataná-arití              |
| katipé (árvore) | uhiça                     |
| lábio | nôkerêu                   |
| lagarto | zohôn                     |
| lagartixa | kozohín                   |
| laranjeira do chapadão | oluimá                    |
| lenha | uiçatí                    |
| levantar | ainakuá                   |
| levar | akolatiá                  |
| liga humeral | kaláuatí                  |
| liga tibial de algodão (Kozárini) | itaiti ou tahití          |
| liga tibial do algodão (Kozárini) | katiulatí                 |
| liga tibial de algodão (Uaimaré) | katiuolahin               |
| liga tíbio-társica de algodão | kinorekuatí               |
| liga tíbio-társica com guizos de pequi | zuzá                      |
| língua | nôniniçô                  |
| língua (idioma) | niráuiní                  |
| linha branca | konohí-iomerê             |
| linha de pescar | nômarihí                  |
| linha preta | konohí-kierê              |
| linha vermelha | konohí-izôterê            |
| lixinha (árvore) | kaitáruçü                 |
| lobo | aozá                      |
| lobinho | uazalô                    |
| longe | cêcô                      |
| lua | kaiê                      |
| luz | irikietá                  |
| macaco | haoteu (eu francês)       |
| machado | tauá                      |
| machado de pedra | ceharitauá                |
| macuco | mauíe                     |
| madeira | a'tio                     |
| mãe | mamá ou amá               |
| mão | nôkahin                   |
| mandioca-amarela | tutiokauê                 |
| mandioca-brava | ketê                      |
| mangaba | katitulá                  |
| mangabeira brava | atiúalanô                 |
| marmelada do chapadão | tahuliú                   |
| mata-pasto | alalá                     |
| matar | nihaká                    |
| mato | kôlôhôn                   |
| medo | tahiraã                   |
| meio-dia | tatáikúa                  |
| mel | mahan                     |
| mentira | amancerá-itá              |
| milho | kozêtoiomêrê              |
| milho (Kaxinití) | kôzôtô                    |
| milho (Uaimaré) | kozêto                    |
| mingau de mandioca | katazeurê (eu francês)    |
| mingau de milho | kamulazá                  |
| moça | zuimáhalutí               |
| morro | zaúna                     |
| mosquito | aniuti                    |
| muito | akaé                      |
| muito (grande) | kalôrê                    |
| mulata ou garapa | kalumáinarê               |
| mulher (Kaxinití) | uirô                      |
| mulher (Uaimaré) | zurirô                    |
| mutum | auixí                     |
| nadar | namazakuá-oné             |
| não | maiçá                     |
| nariz | nôkuí                     |
| neto | nuxuiêtê                  |
| noite | makiá                     |
| nora | nozái                     |
| nos | uháinamá                  |
| nós | natütamákêrê              |
| nuvem | kaiminití                 |
| olho | nôzôçü                    |
| olho de boi | onoê                      |
| onça-parda | xenikazierêre             |
| onça-pintada | xení                      |
| onça-preta | xenikierê                 |
| orelha | nôtinihê                  |
| ornato de algodão | konokoá                   |
| ornato de penas de gavião para a cabeça | zaolô                     |
| ornato de penas de tucano para a cabeça | kamáihinhokô              |
| ouriço | kôrihon                   |
| pacu pintado | zútiaharê                 |
| padre | utiarití                  |
| pai | babá ou abá               |
| paineira do chapadão | arê                       |
| palma da mão | nokahim                   |
| paneiro | tôhêrí                    |
| pântano | okozakuá                  |
| pão-de-morcego (árvore) | mauêkorê                  |
| pão-doce (árvore) | uialô                     |
| papagaio | aôlô                      |
| paratudo (árvore) | tonokauê                  |
| pato | oairô                     |
| pau-de-breu | koremá                    |
| pau-de-bugre | tonoetô                   |
| pau-seco | inirá                     |
| pau-terra | kotinú                    |
| pé | nokixi                    |
| pedra | ceuhari (eu francês)      |
| pedra canga | süzári                    |
| perdiz | kodjía                    |
| peito | nôtikolá                  |
| peixe | kuhaçú                    |
| peneira | atoá                      |
| pena para o nariz | kilia-kôciti              |
| pente | alatá                     |
| pequeno | iniê                      |
| pequi | kani                      |
| perna | nohozü                    |
| perto | naritá                    |
| pescoço | nohiuô                    |
| piaba | ualakú                    |
| pimenta-de-macaco | kolôlôtiamarê             |
| pingente de contas para as orelhas (Kozárini) | tinivê-akolatí            |
| pinguela | ihatianêzê                |
| pium | tiunúre                   |
| poeira | kïï-itï                   |
| polvilho (Kozárini) | kenaikí                   |
| pólvora | korenê                    |
| pomba | uatiazá                   |
| poncho | kiarirô                   |
| pôr-do-sol | kamaikuá                  |
| porco-do-mato | ozeu (eu francês)         |
| pouco | inirá                     |
| preguiçoso | imazaratí                 |
| preto | kierê ou kiakáka          |
| puxar | noholôkônê                |
| que | suare?                    |
| queixo | nôkôlô                    |
| quina | ahonlê                    |
| raio | enoarê                    |
| rapaz | zuiman-arití              |
| receber | otoká (?)                 |
| rede | maká                      |
| remédio | uairiati                  |
| retrato | tihun-iukakalá            |
| roça | maceune (eu francês)      |
| ruim | maiçá-uaiázü              |
| sábio | uitámakêre                |
| saiote de algodão | imití                     |
| sair | aikuatá                   |
| saracura-do-chapadão | maxálalagá                |
| sariema | koláta                    |
| seputá do cerrado | zamôriná                  |
| ser supremo | enorê                     |
| seringueira | uariçá                    |
| sim (assentimento) | hahan                     |
| sogra | nakêrô                    |
| sogro | kôkô                      |
| sol | kamái                     |
| sono | nemakí                    |
| subir (às árvores) | kakuáhan                  |
| sucupira-branca, faveira | uazánakahin               |
| sucupira-preta | azutü                     |
| suspensórios de algodão para os órgãos genitais | sáiuesarati               |
| tamanduá-bandeira | tigorê                    |
| tamanduá-mirim | noríth (th inglês)        |
| tambe | tarahãn                   |
| tanajura | kotahôn-on                |
| tapera | itiá-menocê               |
| taquarinha | korétá                    |
| tarumarana | ariuá                     |
| tatu-canastra | malulá                    |
| tatu-cascudo (peludo) | makuriçá                  |
| terra | uaikôen                   |
| tia | ekokê                     |
| tio | kôkô                      |
| tocandira | nânâ                      |
| tosse | tonokoatí                 |
| tripa | aití-hin                  |
| triste | uáiiní                    |
| trovão | onotálôlôtá               |
| urubu | olohôn                    |
| urucu | ahitê                     |
| vamos | uailá ou ouaiá            |
| vão eles | uaiadeu (eu francês)      |
| veado-catingueiro | zotiáre                   |
| veado-do-campo | zotiáre-kuakêrê           |
| veado-mateiro | oiê                       |
| velho | ihôzarê                   |
| veneno | zamarí                    |
| verdade | alágini                   |
| verde | tianá                     |
| vermelho | zotêrê                    |
| vinhático | dahiolarê                 |
| vir | teuoná (?)                |
| você | içô                       |
| vomitar | xiriakariceu (eu francês) |
| vou eu | nozánita                  |